# Te Arawa
Te Arawa ist eine Konföderation von Iwi und Hapū (Stämmen und Unterstämmen) der Māori im Gebiet von Rotorua und der Bay of Plenty in Neuseeland mit etwa 40.000 Angehörigen.

## Die Stämme der Konföderation
Die Te Arawa-Stämme führen ihre Herkunft auf die Ankunft ihrer Vorfahren mit dem mythologischen Kanu Arawa Waka zurück. Zu den Te Arawa gehören die Ngati Whakaue, Ngati Rangiteaorere, Ngati Pikiao, Ngati Makino, Ngati Rangitihi, Ngati Rangiwewehi, Tapuika, Waitaha, Ngati Ngararanui, Ngati Rongomai, Ngati Tahu, Ngati Whaoa, Ngati Tarawhai, Ngati Te Roro o Te Rangi, Ngati Kea Ngati Tuara, Ngati Tura-Ngati Te Ngakau, Ngati Uenukukopako und Tuhourangi Ngati Wahiao.
Die Konföderation entschied sich, die historischen Streitigkeiten direkt mit der neuseeländischen Regierung zu verhandeln und nicht das Waitangi Tribunal in Anspruch zu nehmen. Diese Verhandlungen führten zur Beilegung der Ansprüche. Einer der resultierenden Verträge wurde im Dezember 2004 unterzeichnet und betrifft die 14 Seen Lake Rotoehu, Lake Rotomā, Lake Rotoiti, Lake Rotorua, Lake Ōkataina, Lake Ōkareka, Lake Rerewhakaaitu, Lake Tarawera, Lake Rotomahana, Tikitapu/Blue Lake, Lake Ngahewa, Lake Tutaeinanga, Lake Ngapouri und Lake Okaro. Ein weiteres Übereinkommen zu den Ansprüchen einer Gruppe von Iwi und Hapu der Te Arawa wurde am 30. September 2006 unterzeichnet. Die Regierung entschuldigte sich bei den Te Arawa für Verstöße gegen den Vertrag von Waitangi und leistete Ausgleichsleistungen im Wert von 36 Millionen Neuseeland-Dollar, darunter bis zu 500 km² Wald aus Kronland und 19 Gebiete besonderer Bedeutung, darunter die Whakarewarewa-Areal. Die Konföderation wurde dadurch einer der größten Landeigentümer der Nordinsel Neuseelands.

## Ereignis
Viele Angehörige der Iwi, die ihre Siedlungsgebiete an den Seen um Rotorua hatten, wurden bei der Eruption des Mount Tarawera im Jahre 1886 getötet.

## Persönlichkeiten
- Kahumatamomoe, Entdecker
- Makereti Papakura (1873–1930), 15. Generation, Guide und Ethnographin